# Euphorbia grandilobata
Euphorbia grandilobata är en törelväxtart som beskrevs av Emilio Chiovenda. Euphorbia grandilobata ingår i släktet törlar, och familjen törelväxter.
Artens utbredningsområde är Somalia. Inga underarter finns listade i Catalogue of Life.